# Lustosa Sobrinho
Joaquim Lustosa Sobrinho (Gilbués, 30 de maio de 1909 – Teresina, 23 de outubro de 1997) foi um advogado, professor e político brasileiro que exerceu o mandato de deputado federal pelo Piauí.

## Dados biográficos
Filho de Napoleão Ferreira Lustosa e Maria Etelvina de Aguiar Lustosa. Advogado formado pela Universidade Federal da Bahia em 1938, foi professor do Ginásio Santa Terezinha em Teresina e da Escola Normal Regional de Floriano, além de lecionar Direito do Trabalho na Faculdade de Direito do Piauí. Após o fim do Estado Novo, elegeu-se deputado estadual pela UDN em 1947 e na Assembleia Legislativa foi líder de sua bancada. Eleito primeiro suplente de deputado federal em 1950, não chegou a exercer o mandato.
Candidato a governador do Piauí pela coligação "Aliança Democrática Progressista" em 1954, foi derrotado pelo candidato do PSD, Gaioso e Almendra, todavia elegeu-se deputado federal em 1958. Tentou a reeleição em 1962 e ficou numa suplência sendo convocado para o exercício do mandato. Filiado à ARENA após a outorga do bipartidarismo pelo Regime Militar de 1964, foi novamente suplente de deputado federal em 1966, não sendo convocado a exercer o mandato, encerrando a seguir a sua vida pública.